# Haspe
Haspe ist ein Stadtteil der kreisfreien Großstadt Hagen in Nordrhein-Westfalen. 2024 hatte der Stadtteil, durch den die Ennepe fließt, 31.036 Einwohner.

## Geschichte

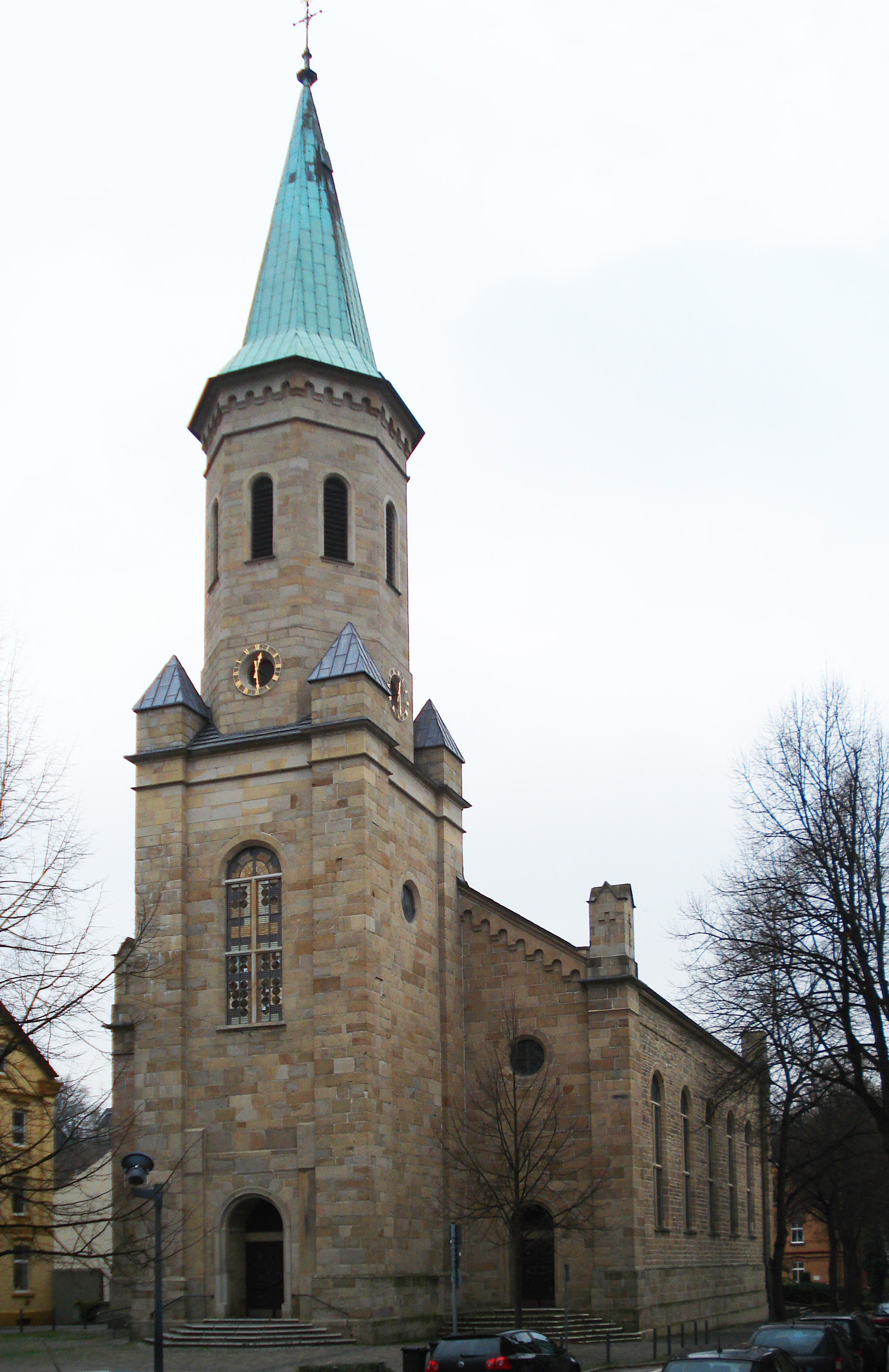
Evangelische Kirche in Haspe (2010)

Urkundlich nachgewiesen ist die Bauerschaft Haspe bereits aus dem 12. Jahrhundert, als sie zur Herrschaft der Edlen Herren von Volmarstein gehörte. Im 13. Jahrhundert war Haspe Sitz eines Freistuhles.
Eine erste umfassende Aufstellung der Grundbesitzer in Haspe findet sich im Schatzbuch der Grafschaft Mark aus dem Jahr 1486. Zu dieser Zeit gehörte Haspe zum Amt Wetter und im Gericht Hagen zur Grafschaft Mark. Im Schatzbuch wurden in der Hasper burschop 21 steuerpflichtige Hofbesitzer mit einer Abgabe von ½ Gg bis acht Goldgulden genannt. Die ältesten Höfe in der Bauerschaft waren das als de Cukelhuson um 1150 erwähnte Kückelhausen und die als Heterhart im Jahr 1300 erwähnte Hestert sowie der mit Johannes Tuckyncg 1391 genannte Hof Tücking.
Durch Dekret Napoleons I. vom 18. November 1808 wurde aus den fünf Bauerschaften Haspe, Westerbauer, Waldbauer, Vorhalle und Voerde die Munizipalität, der Amtsbezirk Enneperstraße, gebildet. Daraus schied 1868 Voerde aus, 1874 folgte Haspe.
Im 19. Jahrhundert kam 1856 die Landgemeinde Kückelhausen nach Haspe. Als Haspe am 20. Dezember 1873 durch Erlass des preußischen Königs die Stadtrechte verliehen bekam, besaß die Stadt etwa 9800 Einwohner.
Am 1. April 1898 wurde die Landgemeinde Westerbauer mit der Stadt Haspe vereinigt. Bei der Volkszählung 1905 wurde für Haspe eine Einwohnerzahl von knapp 20.000 festgestellt, zu deren Trinkwasserversorgung 1904 die Hasper Talsperre erbaut wurde.
Am 1. August 1929 wurde Haspe im Rahmen der kommunalen Neugliederung des Ruhrgebiets zusammen mit den Gemeinden Boele, Fley, Halden, Herbeck, Holthausen und Vorhalle in die Stadt Hagen eingemeindet. Damit endete nach 56 Jahren die Geschichte der selbstständigen Stadt Haspe.
Seit der Gebietsreform in Nordrhein-Westfalen 1975 ist Haspe einer der fünf Bezirke der kreisfreien Stadt Hagen. Die bisherigen Bezirksbürgermeister waren:
- 1975–1984 Horst Wisotzki sen.[5]
- 1984–1994 Karl-Adolf Duhm
- 1994–2009 Jochen Weber
- 2009–2020 Dietmar Thieser
- seit 2020 Horst Wisotzki jun.

## Bevölkerungsstatistik
Am 31. Dezember 2024 lebten 31.036 Einwohner im Stadtbezirk Haspe. Davon lebten 18.002 Einwohner im statistischen Bezirk Haspe-Ost und 13.034 Einwohner im statistischen Bezirk Haspe-West.
Strukturdaten der Bevölkerung in Haspe (2024):
- Bevölkerungsanteil der unter 20-Jährigen: 21,2 % (Hagener Durchschnitt: 20,5 %)[7]
- Bevölkerungsanteil der mindestens 60-Jährigen: 27,5 % (Hagener Durchschnitt: 29,0 %)[8]
- Ausländeranteil: 25,5 % (Hagener Durchschnitt: 24,3 %)[9]

### Haspe-Ost
Strukturdaten der Bevölkerung im statistischen Bezirk Haspe-Ost (2024):
- Bevölkerungsanteil der unter 20-Jährigen: 22,2 % (Hagener Durchschnitt: 20,5 %)[10]
- Bevölkerungsanteil der mindestens 60-Jährigen: 26,0 % (Hagener Durchschnitt: 29,0 %)[11]
- Ausländeranteil: 30,2 % (Hagener Durchschnitt: 24,3 %)[12]

### Haspe-West
Strukturdaten der Bevölkerung im statistischen Bezirk Haspe-West (2024):
- Bevölkerungsanteil der unter 20-Jährigen: 19,8 % (Hagener Durchschnitt: 20,5 %)[13]
- Bevölkerungsanteil der mindestens 60-Jährigen: 29,6 % (Hagener Durchschnitt: 29,0 %)[14]
- Ausländeranteil: 18,9 % (Hagener Durchschnitt: 24,3 %)[15]

## Wirtschaft und Infrastruktur

### Wirtschaft

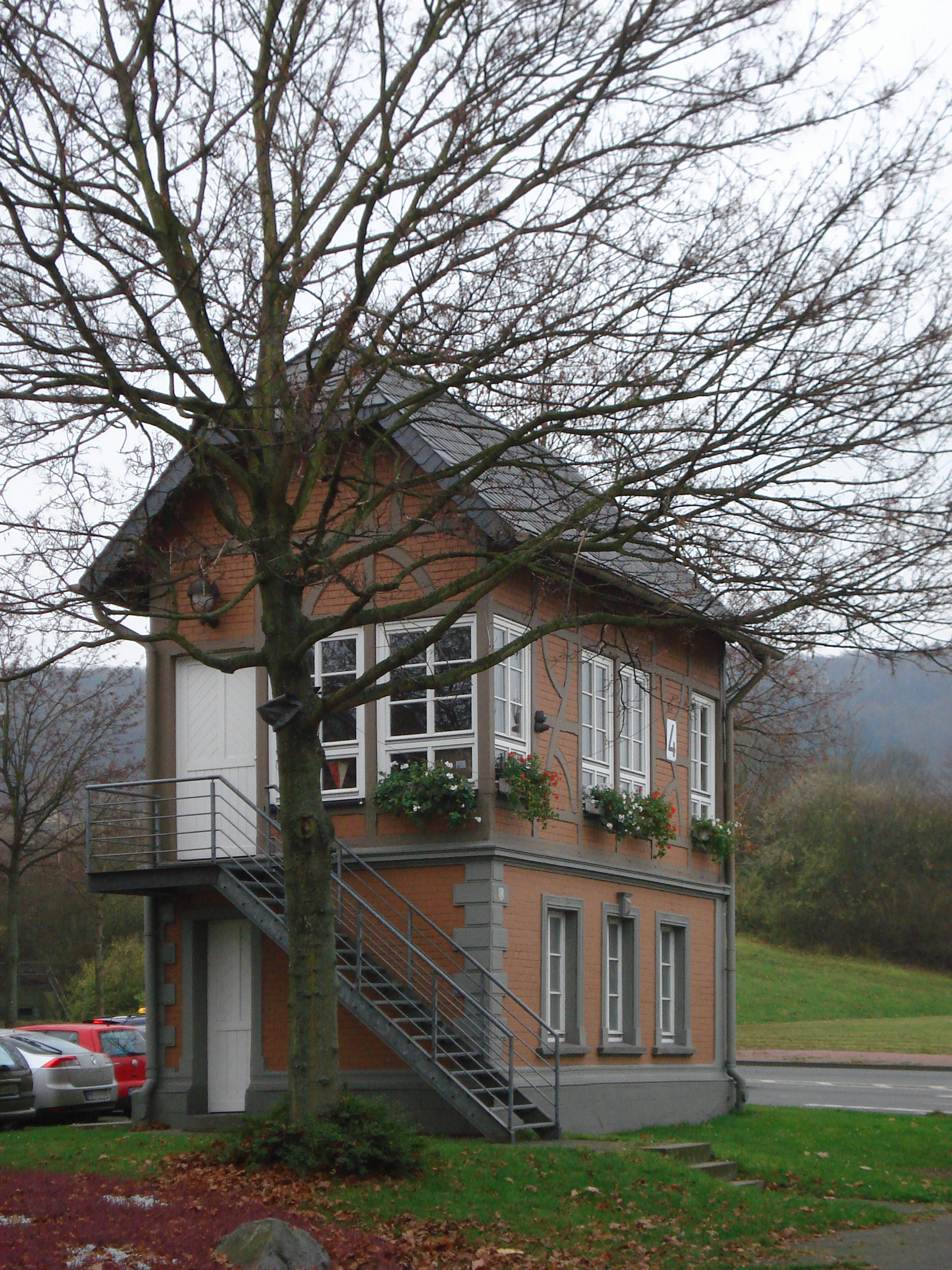
Altes Bahnwärterhaus an der Kölner Straße (2010)

Von 1906 bis 1913 wurde das Hasper Eisen- und Stahlwerk (im Volksmund Hasper Hütte genannt) unter der Leitung von Peter Klöckner und Direktor Haenel entscheidend vergrößert. Das Werk, welches in seinen Glanzzeiten fast 10.000 Beschäftigte hatte, existiert heute nicht mehr.
Seit 1780 wird in Haspe auch der bekannte Eversbusch-Doppelwachholder mit 46 Vol.-% gebrannt, der weit über die Hasper Grenzen als Hasper Maggi bekannt ist und sehr geschätzt wird. Das zweite „h“ in Doppelwachholder ist, wie die Brennerei Eversbusch versichert, kein Druckfehler. Diese Schreibweise hat alle Rechtschreibreformen überdauert und findet sich bis heute als Traditionsmerkmal auf den Flaschenetiketten. Früher gab es zudem verschiedene Brauereien wie die Brauerei Pfingsten und die Andreas-Brauerei, von denen heute jedoch keine mehr in Haspe braut.
Die bundesweit bekannte (in Haspe auch gegründete) Firma Brandt (bekannt vor allem durch seine Produktion von Zwieback) hat ihre Produktion von Hagen-Haspe aus Kostengründen in die neuen Bundesländer verlegt – nur die Firmenverwaltung ist noch in Haspe beheimatet.
In Haspe befand sich noch bis September 2016 die Zentrale der Nordwest Handel AG. Ende Juni 2013 wurde bekannt, dass das Unternehmen im Jahr 2015 seinen Stammsitz in Hagen-Haspe aufgeben und nach Dortmund-Hörde in den Bereich des Technologie- und Dienstleistungsstandortes Phoenix-West umziehen möchte.
In Haspe sind heute sonst nur noch kleine und mittelständische Betriebe beheimatet. Dazu sind zahlreiche Einzelhandelsgeschäfte ansässig.

### Verkehr
Öffentlicher Personennahverkehr

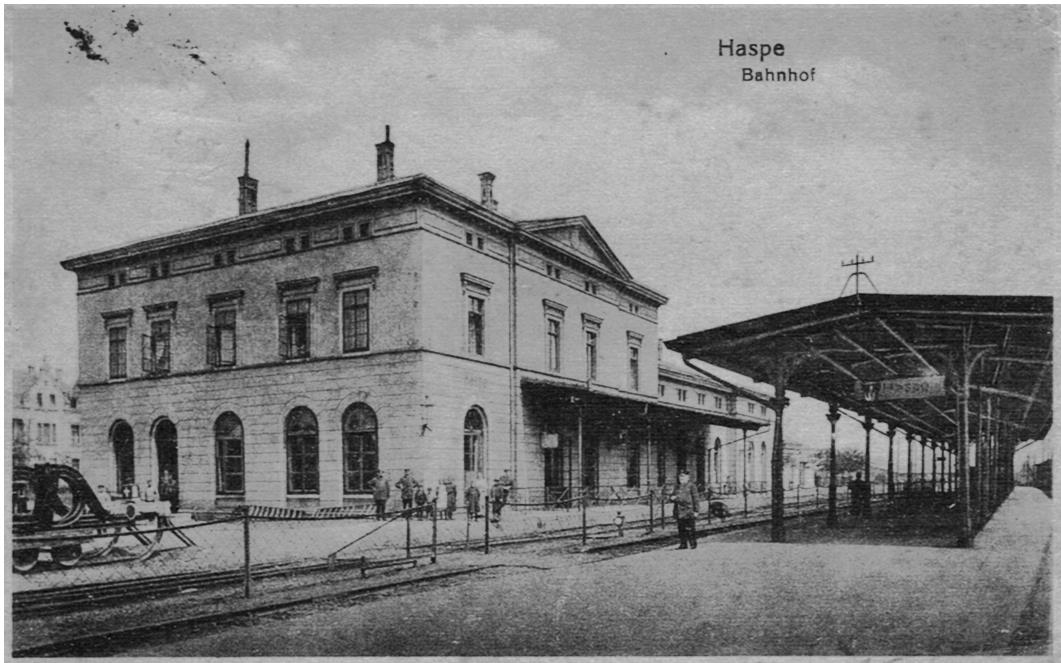
Bahnhof Haspe um 1925

Durch Haspe verläuft die Bahnstrecke Düsseldorf-Derendorf–Dortmund Süd. An ihr halten in Haspe die Linien S 8 und S 9 der S-Bahn Rhein-Ruhr am Bahnhof Hagen-Heubing. Dieser befindet sich am Ufer der Ennepe nur wenige hundert Meter nördlich des Zentrums von Haspe.
Im Zentrum von Haspe befinden sich direkt nebeneinander die zwei Bushaltestellen Hasper Torhaus (ehemals Hasper Kreisel) und Haspe Zentrum, von welchen acht Buslinien der Hagener Straßenbahn AG nach Hagen-Zentrum, in die umliegenden Stadtteile, aber auch nach Ennepetal und Breckerfeld verkehren.
Ebenfalls hielten ehemals Züge der Bahnstrecke Elberfeld–Dortmund am Bahnhof Hagen-Haspe, der am 27. März 1979 für den Personenverkehr außer Betrieb genommen wurde. Die Kleinbahn nach Voerde und Ennepetal, später in eine Überlandstraßenbahn umgewandelt, wurde im Jahre 1963 stillgelegt.
Straßenverkehr
Durch Hagen-Haspe verlief die Bundesstraße 7, die 2015 im Bereich Haspe zur Landesstraße L 700 umgewidmet wurde. Die nächstgelegene Autobahnanschlussstelle ist Wetter-Volmarstein (89) an der Autobahn A1, erreichbar über die Grundschötteler Straße.

### Bergbau in Haspe

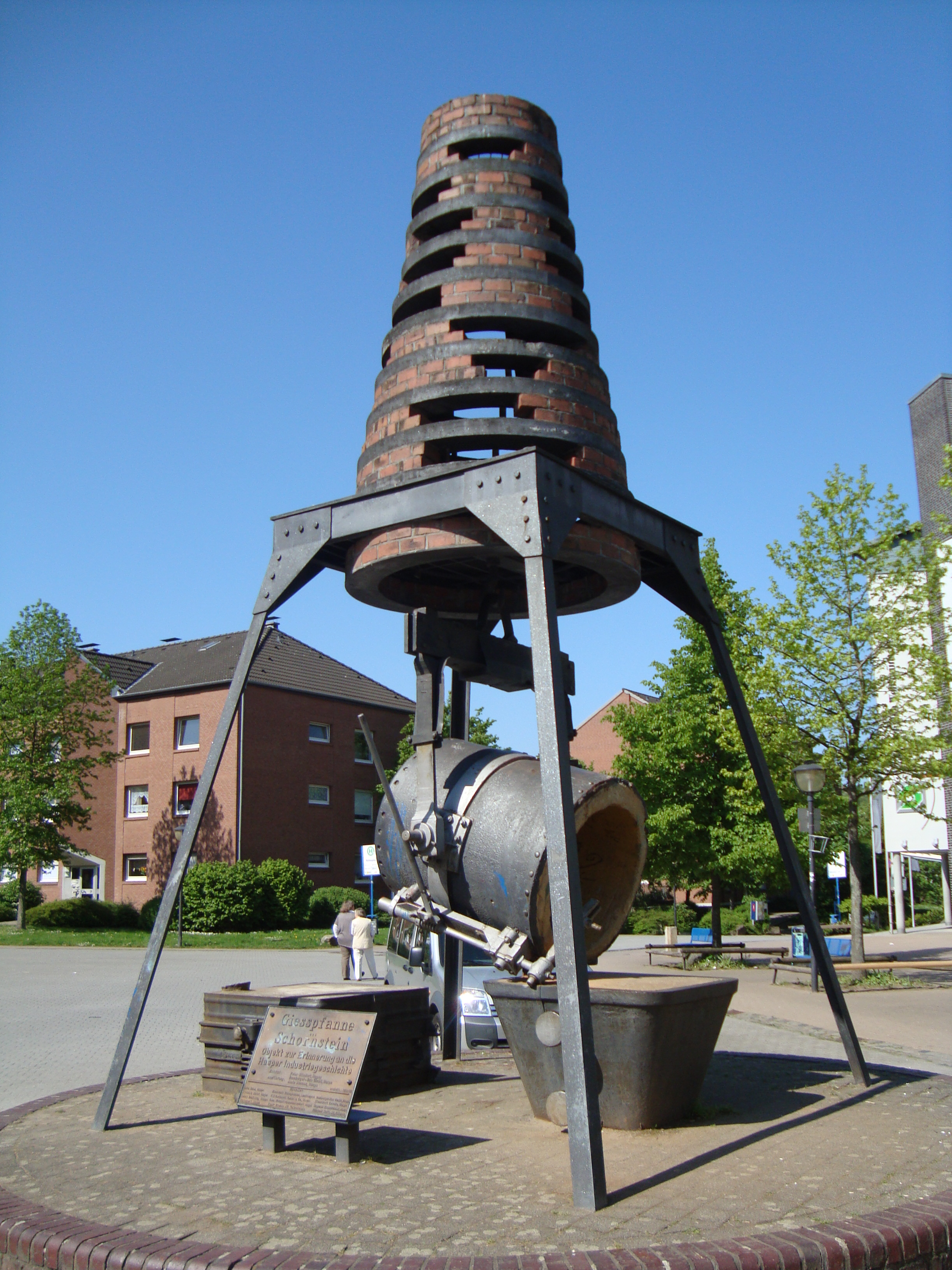
Giesspfanne und Schornstein. Objekt zur Erinnerung an die Hasper Industriegeschichte am Hasper Hüttenplatz (2011)

In Haspe wurde von 1836 bis 1935 Bergbau betrieben, dieser beschränkte sich auf den Abbau von Eisenstein. Hierdurch ist die ehemalige Ansiedlung von kleinen Hammerwerken, der Harkort’schen Fabrik und anderer Eisen- und Eisenerz verarbeitender Betriebe sowie der Markana Hütte (1836–1873) und der Hasper Hütte (1847–1982) zu erklären. Der Bergbau in Haspe unterstand dem Oberbergamt Dortmund. Haspe führte ein eigenes Berggrundbuch.

### Gesundheit
- Das Evangelische Krankenhaus Hagen-Haspe auf dem Mops ist ein Krankenhaus der Grundversorgung. Gesellschafterin der Krankenhaus-GmbH ist seit dem 2007 die Evangelischen Stiftung Volmarstein mit Sitz in Wetter (Ruhr). Das Krankenhaus hat 314 Betten und behandelt jährlich ca. 11.000 stationäre Patienten. Die Klinik für Innere Medizin und die Klinik für Allgemeine Chirurgie mit ihren Schwerpunkten Unfallchirurgie, Orthopädische Chirurgie und Viszeralchirurgie nehmen an der Notfallversorgung der Stadt Hagen und des südlichen Ennepe-Ruhr-Kreises teil. Schwerpunkte der Frauenklinik sind die Urogynäkologie und die Laparoskopische Chirurgie, die Geburtshilfe wurde 2018 eingestellt[18]. Die Klinik für Rheumatologie bildet mit der operativ tätigen Rheuma-Orthopädie der Orthopädischen Klinik Volmarstein das Rheumazentrum Südwestfalen.
- Alten- und Pflegeheim neben dem Krankenhaus; Träger: Ev. Stiftung Volmarstein.
- Tagespflegeangebot im Zentrum von Haspe.
- Therapiezentrum am Mops, seit 2008 Einrichtung der Ev. Stiftung Volmarstein.

### Sport
- Fußball: Hasper SV; Kreisliga A
- Fußball: Fortuna Hagen; Kreisliga B
- Blau Weiss Haspe 1968; Bezirksliga
- Basketball: SV Haspe 70; Regionalliga West.
- Turnen: TGS Friesen Haspe
- Prellball: TGS Friesen Haspe
- Volleyball:  TGS Friesen Haspe
- Leichtathletik: LG Haspe
- Hasper Fecht-Club 1932/97
- Sportschießen: Tückinger Schützenverein 1872; Schützenverein Hestert 1954
- Schützenverein Westerbauer 1869
- Judoschule Kohnert – Budo Club Asahi Hagen
- Baseball: Hagen Chipmunks
- Boxen: Box Sport Club 1949/97

### Freizeit

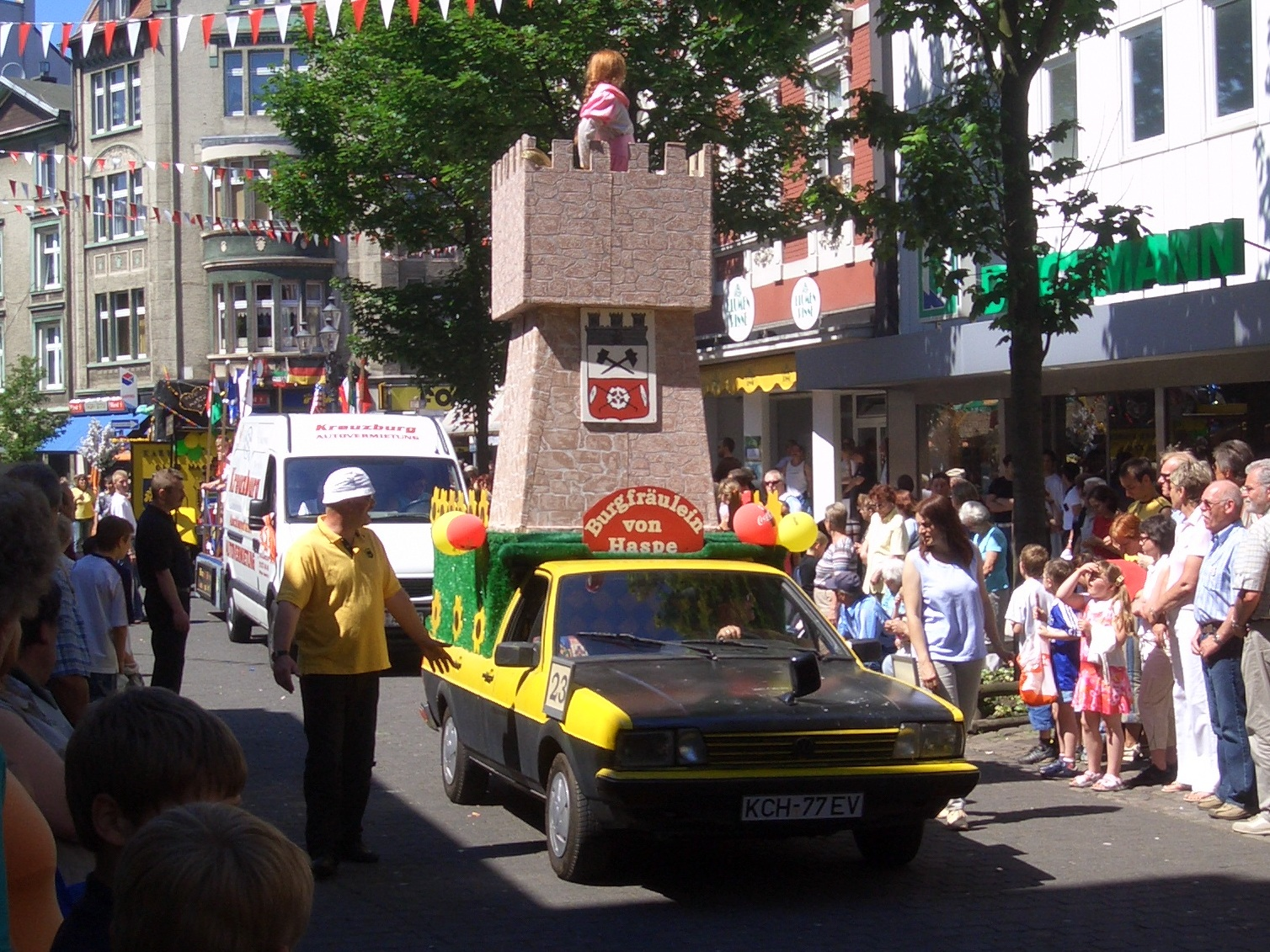
Hasper Kirmeszug 2005

Haspe verfügt über das Freibad auf der Hestert sowie über eine Sport- und Freizeitanlage am Hüttenplatz. Das 1. Musikcorps Blau-Weiss Hagen-Haspe 1959 tritt auch unter dem Namen Blueline Show & Marching Band auf.
Die Hasper Kirmes findet jährlich Mitte Juni statt, initiiert vom Hagener Schausteller Verein . Höhepunkt ist der große Hasper Kirmes Festzug, der am Samstag, vor dem 3. Sonntag im Monat Juni stattfindet. Dieser wird organisiert vom Hasper Heimat- und Brauchtumverein (HHBV)Festwagenumzug, vergleichbar mit einem Rosenmontagszug.

## Persönlichkeiten
- Louisa Catharina Harkort (* 1718; † 1795 in Haspe), Unternehmerin
- Friedrich Harkort (* 1793 in Haspe; † 1880), Unternehmer und Politiker
- Paul Harig (* 1900; † 1977 in Haspe), Politiker der KPD und Mitglied des ersten Bundestags
- Gustav Harkort (* 1795 in Haspe; † 1865), Unternehmer, Eisenbahnpionier und Politiker
- Eduard Harkort (* 1797 in Haspe; † 1836), Bergbauingenieur und Offizier
- Fritz Flamme (* 1873 in Haspe; † 1961), Maler und Grafiker
- Paul Freytag (* 1873 in Haspe; † 1954), Maler und Zeichner
- Franz Weber (* 1888 in Haspe; † 1962), Schauspieler
- Fritz Breuer (* 1896; † 1965), Chirurg
- Heinrich Cordes (* 1906 in Haspe; † 1999), Chemiker und Hochschullehrer
- Ernst Meister (* 1911 in Haspe; † 1979), Lyriker
- Hermann Höhn (* 1912 in Haspe; † 1997), evangelischer Pfarrer
- Herbertus Bikker (* 1915; † 2008 in Haspe), Kriegsverbrecher und Mitglied der Waffen-SS
- Hermann Steinthal (* 1925 in Haspe; † 2014), Gymnasiallehrer, Altphilologe und Fachdidaktiker
- Wolfgang Schrage (* 1928 in Haspe; † 2017), Professor für Neues Testament an der Universität Bonn
- Michael Binnewies (* 1947 in Haspe), Chemiker, Professor an der Leibniz-Universität Hannover
- Jochen Weber (* 1950 in Haspe), Kommunalpolitiker, langjähriger Bezirksvorsteher von Haspe
- Torsten Sommer (*  1971 in Hagen), Kaufmann und Politiker (Piratenpartei)
- Salvatore Cofone (* 1980 in Haspe), besser bekannt als "The Voice" Salva ist ein professioneller Ringsprecher/Moderator im Wrestling, Kickboxen